# Зеферн
Зеферн (њем. Seffern) општина је у њемачкој савезној држави Рајна-Палатинат. Једно је од 235 општинских средишта округа Ајфелкрајс Битбург-Прим. Према процјени из 2010. у општини је живјело 327 становника. Посједује регионалну шифру (AGS) 7232119.

## Географски и демографски подаци
Зеферн се налази у савезној држави Рајна-Палатинат у округу Ајфелкрајс Битбург-Прим. Општина се налази на надморској висини од 370 метара. Површина општине износи 4,9 km². У самом мјесту је, према процјени из 2010. године, живјело 327 становника. Просјечна густина становништва износи 66 становника/km².